# Konská (Žilina)
Konská (em húngaro: Kunfalva) é um município da Eslováquia, situado no distrito de Žilina, na região de Žilina. Tem 5,31 km² de área e sua população em 2018 foi estimada em 1.547 habitantes.

## Demografia
| Ano:        | 1994 | 2004    | 2014    | 2024    |
| ----------- | ---- | ------- | ------- | ------- |
| Broj ljudi: | 1176 | 1350    | 1505    | 1676    |
| Razlika:    |      | +14,79% | +11,48% | +11,36% |

| Ano:               | 2023 | 2024   |
| ------------------ | ---- | ------ |
| Número de pessoas: | 1679 | 1676   |
| Diferença:         |      | -0,17% |